# O Jardim
O Jardim é uma canção composta por Isaura e interpretada por Cláudia Pascoal e Isaura, que ganhou o Festival RTP da Canção 2018 e representou Portugal no Festival Eurovisão da Canção do mesmo ano, que terminou em último lugar na final (26º) com 39 pontos. A compositora declarou publicamente que O Jardim era uma música dedicada à sua avó, que faleceu no ano anterior à escrita da mesma.
No Festival RTP da Canção 2018, a música foi a mais votada pelos telespectadores e a segunda mais votada pelo júri regional, tendo sido a canção eleita para suceder a Amar pelos dois.
Poucos dias depois de ganhar o Festival RTP da Canção 2018, "O Jardim" alcançou o 1º lugar do top do iTunes em Portugal, um lugar conquistado por poucos. O seu video de atuação na final do certame português também chegou ao primeiro lugar das tendências do Youtube Portugal, tendo alcançado mais de 1 milhão de visualizações.

## Faixas
| Descarga digital |            |         |  |
| N.º              | Título     | Duração |  |
| 1.               | "O Jardim" | 2:38    |  |

## Lançamento
| País   | Data               | Formato          | Editora                 |
| ------ | ------------------ | ---------------- | ----------------------- |
| Europa | 9 de março de 2018 | Descarga digital | Univeral Music Portugal |